# Station Maciejowice
Station Maciejowice was een spoorwegstation in de Poolse plaats Maciejowice.